# Ново-Село (Албания)
Ново-Село (алб. Novoseja) — село в северо-восточной Албании. Входит в состав общины Шиштевец округа Кукес, расположено в албанской части исторической области Гора.
Ново-Село находится менее чем в полутора километрах к западу от горанского села Шиштевец.

## История
После второй Балканской войны 1913 года часть территории Горы, на которой расположено Ново-Село, была передана Албании. В 1916 году во время экспедиции в Македонию и Поморавье село посетил болгарский языковед С. Младенов, согласно его исследованиям ранее жителями Ново-Село были представители исламизированной южнославянской этнической группы горанцев, которые к началу XX века были полностью албанизированы.
Согласно рапорту главного инспектора-организатора болгарских церковных школ в Албании Сребрена Поппетрова, составленному в 1930 году, в Ново-Село насчитывалось около 170 домов.